# Коефіцієнт самодифузії
Коефіцієнт самодифузії (рос. коэффициент самодиффузии, англ. self-diffusion coefficient) — Коефіцієнт пропорціональності (Dі) в законах Фіка, що стосуються автодифузії. Коефіцієнт дифузії (Di*) частинки i у відсутності градієнта хімічного потенціалу; зв'язаний з коефіцієнтом дифузії Di рівнянням:
Di * = Did(lnci)/ d(lnai), де ai — активність i у розчині, ci — концентрація i.